# Pekingmänniskan

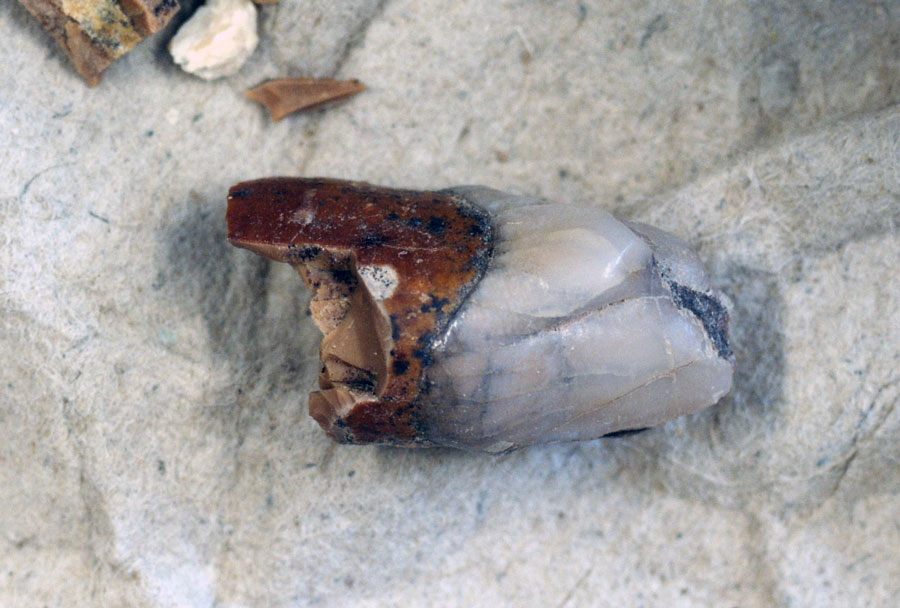
Tand från Homo Erectus, funnen i Uppsala universitets samlingar 2011

Pekingmänniskan (Homo erectus pekinensis) är populärnamnet på de fossil av en underart till förmänniskan Homo erectus som har gjorts i Zhoukoudian nära Peking i Kina. Lämningar hittades först 1923-27, och fick då namnet Sinanthropus pekinensis.  Sedermera insågs att dessa fynd dels tillhörde samma art som Javamänniskan, och dels var tillräckligt människolika för att höra hemma i släktet Homo, och Pekingmänniskan inordnades därmed i arten Homo erectus.
Det finns dock forskare som fortfarande räknar Homo erectus pekinensis som en egen underart av Homo erectus. Fynden har daterats till att vara mellan 250 000 och 400 000 år gamla, det vill säga från Pleistocen tid.

## De ursprungliga fossilen
De första studierna i Zhoukoudian började 1921 med en utforskning av ett antal grottor i sandsten. Enligt senare källor av Otto Zdansky, som jobbade för geologen Johan Gunnar Andersson, ledde en lokalinvånare arkeologerna till vad som idag är känt som Drakbenskullen, en plats full med fossiliserade ben. Zdansky påbörjade senare en egen utgrävning och fann ben som liknade mänskliga molarer. 1926 tog han dem till Peking till Peking Union Medical College, där kanadensiska anatomen Davidson Black analyserade dem. Han publicerade senare sina fynd i tidskriften Nature.
Rockefeller Foundation gick med på att finansiera arbetet vid Zhoukoudian. 1929 tog kinesiska arkeologerna Yang Zhongjian och Pei Wenzhong över och senare fortsatte Jia Lanpo utgrävningarna. Under de följande 7 åren avtäckte de fossil från mer än 40 olika arter. Bland dessa fanns 6 nära fullständiga hjärnskålar. Pierre Teilhard de Chardin och Franz Wiedenreich var även involverade.
Det första exemplaret av Homo erectus hade hittats på Java 1891 av Eugene Dubois, och Javamänniskan kallades till en början Pithecanthropus erectus men överfördes senare till släktet Homo.
Utgrävningarna slutade i juli 1937 då japanerna ockuperade Peking. Fossilen från Pekingmänniskan placerades i ett kassaskåp på Cenozoic Laboratory. I november 1941 packade sekreteraren Hu Chengzi ner fossilen och sände dem till USA för att hålla dem där till krigets slut. De försvann spårlöst på vägen till hamnstaden Qinhuangdao. Sannolikt var de i händerna på en grupp amerikanska marinsoldater som tillfångatagits av japanerna då kriget mellan Japan och USA startade.
Olika företag har gjorts för att lokalisera fossilen efteråt men än så länge utan resultat. 1972 utfäste den amerikanske finansmannen Christopher Janus 5 000 USA-dollar för de saknade skallarna; en kvinna kontaktade honom men krävde 500 000 USA-dollar. Hon försvann dock spårlöst. Janus åtalades senare för förskingring. I juli 2005 grundade kinesiska regeringen en kommitté för att hitta benen, vilket sammanföll med 60-årsfirandet av Andra världskriget slut.
Det finns även ett antal olika teorier av vad som kan ha hänt, även sådana som säger att benen sjönk med det japanska skeppet Awa Maru 1945.
Pekingmänniskans fyndplats i Zhoukoudian blev 1987 uppsatt på Unescos världsarvslista.

## Paleontologiska slutsatser
På grund av att alla förkrigstida fynd i Zhoukoudian förlorades under färden till USA, har senare forskare fått förlita sig på existerande skrifter och modeller från de ursprungliga upptäckarna.
Intilliggande fynd av djurrester och bevis på eld, verktygsanvändning och tillverkning användes för att stödja att Homo erectus var den första verktygsarbetaren. Analyserna av Pekingmänniskans lämningar ledde till slutsatsen att Zhoukoudian och Javafossilerna var exempel på samma breda steg på människans evolution. Detta är även Kinas kommunistiska partis officiella hållning.
Denna tolkning utmanades dock 1984 av Lewis Binford, som hävdade att Pekingmänniskan var asätare, inte jägare. 1998 drog ett team från Weizmanns forskningsinstitut, med Steve Wierner i spetsen, slutsatsen att de inte funnit några bevis att Pekingmänniskan använt eld, något som inte är populärt i Kina där den eldande Pekingmänniskan bland annat ses som startpunkt för det kinesiska köket.

## Populärkultur
Fyndet av Pekingmänniskan refereras till i boken The Bonesetter's Daughter av Amy Tan.
Pekingmänniskan är en del av den centrala handlingen i den mystiska "Sleeping Bones" av Katherine V. Forrest.